# Nikolaï Rybakov
Nikolaï Igorievitch Rybakov (en russe : Николай Игоревич Рыбаков), né le 24 décembre 1978 à Léningrad (aujourd'hui Saint-Pétersbourg), est un homme politique russe.

## Biographie
Nikolaï Igorievitch Rybakov naît le 24 décembre 1978 à Léningrad.

### Études
En 1993, Nikolaï Rybakov est diplômé de l'université d'économie et de finances de Saint-Pétersbourg. En 1995, il sort diplômé de l'école de commerce de l'université d'État de Saint-Pétersbourg. En 2000, il reçoit un diplôme avec mention de l'université d'État des transports ferroviaires de Saint-Pétersbourg, département d'économie de la production de construction.

### Carrière politique
En 1995, il rejoint le parti Iabloko. En décembre 2019, il est élu président du parti, battant quatre candidats, dont Emilia Slabounova, la présidente sortante,.
Il est membre du conseil municipal de Saint-Pétersbourg entre 2000 et 2006.
Il est membre du bureau de l'ONG Transparency International entre 2011 et 2015.

### Environnement
Il est Executive director de Bellona – St. Petersburg (en), une association travaillant sur l'environnement et associée à la Fondation Bellona, entre 2008 et 2015, et rédacteur en chef du magazine Écologie et Droit (en) entre 2014 et 2015.